# Vredes Vijfje
Het Vredes Vijfje is een Nederlandse €5-munt geslagen ter herinnering aan 60 jaar vrede binnen het Nederlands Koninkrijk. De munt is geslagen door de Koninklijke Nederlandse Munt, in opdracht van het ministerie van Financiën. De munt is de tweede herdenkingsmunt van 2005.
Voor de verzamelaars worden twee bijzondere versies van het Vredes Vijfje geslagen in de kwaliteit Proof. Bij deze twee munten komt het ontwerp, waarin mat en glans met elkaar spelen, nog beter tot z’n recht. Er is er één in goud (tien euro) of zilver (vijf euro).

## De Vredes-verzamelmunten

### 5 euromunt
- Metaal: zilver 925/1000
- Gewicht: 11,9 gram
- Diameter: 29 millimeter
- Kwaliteit: Proof
- Nominale waarde: € 5,-
- Ontwerp: Suzan Drummen

### 10 euromunt
- Metaal: goud 900/1000
- Gewicht: 6,72 gram
- Diameter: 22,5 millimeter
- Kwaliteit: Proof
- Nominale waarde: € 10,-
- Ontwerp: Suzan Drummen

Gulden herdenkingsmunten:

Dubbelkop 1980 · Unie van Utrecht · Voetbalvijfje

Nederlandse euro-herdenkingsmunten:

herdenkingsmunten van € 2: Erasmusmunt · Dubbelkop Beatrix-Willem-Alexander · 200 jaar koninkrijk

meerwaardeherdenkingsmunten:

Zilveren vijfjes: Vincent van Gogh Vijfje · Europamunt · Koninkrijksmunt · Vredes Vijfje · Belasting Vijfje · Australië Vijfje · Rembrandt Vijfje · Michiel de Ruyter Vijfje · Architectuur Vijfje · Manhattan Vijfje · Japan Vijfje · Max Havelaar Vijfje · Waterland Vijfje · Schilderkunst Vijfje · Muntgebouw Vijfje · WNF Vijfje · Tulpen Vijfje · Beeldhouwkunst Vijfje · Grachtengordel Vijfje · Vrede van Utrecht Vijfje · Rietveld Vijfje · Vredespaleis Vijfje · De Nederlandsche Bank Vijfje · Van Nelle Vijfje · Waterloo Vijfje · Wadden Vijfje · Jheronimus Bosch Vijfje · Stelling van Amsterdam Vijfje · Johan Cruijff Vijfje · Fanny Blankers-Koen Vijfje · Schokland Vijfje · Wageningen Universiteit Vijfje · Luchtvaart Vijfje · Beemster Vijfje · Market Garden Vijfje · Jaap Eden Vijfje

Zilveren tientjes: Huwelijksmunt · Geboortemunt · Jubileummunt · Koningstientje · Verjaardagstientje
Caribisch Nederland: BES-dollar (2011, 2013)